# Burton (Nettleton)
Burton – wieś w Anglii, w hrabstwie Wiltshire. Leży 59 km na północny zachód od miasta Salisbury i 149 km na zachód od Londynu.